# Granata (slak)
Granata is een geslacht van weekdieren uit de klasse van de Gastropoda (slakken).

## Soorten
- Granata cumingii (A. Adams, 1854)
- Granata elegans (Gray, 1847)
- Granata imbricata (Lamarck, 1816)
- Granata japonica (A. Adams, 1850)
- Granata lyrata (Pilsbry, 1890)
- Granata maculata (Quoy & Gaimard, 1834)
- Granata sulcifera (Lamarck, 1822)